# Наніані
Наніані (груз. ნანიანი) — село в Грузії.
За даними перепису населення 2014 року в селі проживає 506 осіб.